# Džiró Sató
Džiró Sató (japonsky 佐藤 次郎, Satō Jirō) (5. leden 1908 Prefektura Gunma – 5. duben 1934 Malacký průliv) byl japonský tenista.
Mezi jeho největší úspěchy v tenise patří účasti v semifinále dvouhry na grandslamových turnajích French Championships (1931, 1933), Wimbledon (1932, 1933) a Australian Championships (1932), a účasti ve finále čtyřhry na turnajích Wimbledon (1933) a Australian Championships (1932 ve smíšené čtyřhře).
Ve své době dokázal porazit špičkových světových tenistů, např. Freda Perryho, Jacka Crawforda či Bunnyho Austina.
Japonsko reprezentoval i v Davisově poháru, odehrál celkem 28 zápasů, z toho 18 ve dvouhře (14 výher, 4 prohry) a 10 ve čtyřhře (8 výher, 2 prohry).
Dne 5. dubna 1934 spáchal v Malackém průlivu během plavby na zápas Davisova poháru sebevraždu skokem do vody.